# 日本赤十字愛知短期大学
日本赤十字愛知短期大学（にほんせきじゅうじあいちたんきだいがく、英語: The Japanese Red Cross Aichi Junior College of Nursing）は、愛知県名古屋市中村区道下町3-35に本部を置いていた日本の私立大学である。1989年に設置され、2006年に廃止された。大学の略称は日赤愛知短大。

## 概要

### 大学全体
- 愛知県名古屋市中村区[注 1]に所在した日本の私立短期大学で、設置主体は学校法人日本赤十字学園。
- 学科数1、入学定員50名体制をもって1989年に開学[2]。元々は女子短大だったが、共学化された。1998年度より専攻科を置く。
- 2003年度の入学生を最後に[注釈 2]、2006年に短期大学としての使命を終える[4]。

### 教育および研究
- 日本赤十字愛知短期大学には看護学科が置かれ、専門教育と心理学・倫理学・文学・教育学・生命科学などの教養科目に加えて、赤十字原論・スペイン語などの赤十字教育関連科目が設けられているところに特徴があった。名古屋第一赤十字病院や北林病院での臨地実習もあった。

## 沿革
- 1941年 日本赤十字社愛知支部病院救護看護婦養成所が発足。
- 1943年
  - 10月 名古屋赤十字病院救護看護婦養成所と改称。
- 1946年
  - 11月 名古屋赤十字病院看護婦養成所と改称。
- 1950年
  - 12月 名古屋赤十字高等看護学院と改称。
- 1976年 名古屋赤十字看護専門学校に改称。
- 1987年
  - 10月 短期大学として1989年度の開学を目指す計画を行う[5]。
- 1988年
  - 12月22日 左記を以て文部省[注 3]より短期大学の設置が認可される[6]。
- 1989年
  - 4月1日 従来の専門学校を改称。日本赤十字愛知女子短期大学として以下の学科体制にて開学する。
    - 看護学科 入学定員50名[7]

  - 5月1日 学生数[8]/定員
    - 看護学科 女52/50
- 1991年 名古屋赤十字看護専門学校を閉校。
- 1997年
  - 4月1日 日本赤十字愛知短期大学と改称[9]。共学となる[注 4]。
  - 5月1日 学生数[10]/定員
    - 看護学科 女171/150
- 1998年
  - 4月1日 専攻科[注 5]を設置する。
  - 同 看護学科の入学定員を50→70に増員。
  - 5月1日 学生数[11]/定員
    - 看護学科 女191/170
- 1999年
  - 5月1日 学生数[12]/定員
    - 看護学科 207[注 6]/190
- 2003年
  - 4月1日 学生の募集終了[注釈 2]。
- 2006年
  - 9月12日 左記を以て正式に廃止[4]。

## 基礎データ

### 所在地
- 愛知県名古屋市中村区道下町3-35[注釈 1]

### 象徴
- 日本赤十字愛知短期大学のカレッジマークは、言うまでもなく赤十字のマークをイメージしたものとなっていた。

## 教育および研究

### 組織

#### 学科
- 看護学科 入学定員70名[注 7]

#### 専攻科
- 地域看護学専攻大学評価・学位授与機構認定。入学定員35名[注 9]。

#### 別科
- なし

#### 取得資格について
受験資格
- 看護師：看護学科
- 保健師：専攻科

### 研究
- 『日本赤十字愛知短期大学紀要 5(3)(9)』[15]より。
- 『日本赤十字愛知女子短期大学紀要』[16]ほか。

## 学生生活

### 学園祭
- 日本赤十字愛知短期大学の学園祭は、概ね毎年10月に実施されていた[14]。

## 施設

### キャンパス
- キャンパスは、名古屋市営地下鉄東山線中村日赤駅からすぐの場所にあった。
- 当時のキャンパス総面積は9,472m2となっており、本館地上4階、別館地上5階、講堂、運動場、テニスコート2面があった。

### 寮
- なし。ただし、設置当初では1・2年次は全寮制が原則となっていた[17]。

## 対外関係

### 系列校
- 日本赤十字看護大学
- 日本赤十字北海道看護大学
- 日本赤十字広島看護大学
- 日本赤十字九州国際看護大学
- 日本赤十字秋田短期大学
- 日本赤十字武蔵野短期大学

## 卒業後の進路について

### 就職について
- 看護学科では、赤十字病院をはじめ、大手の病院への専門職として勤務している人が多い。
- 地域看護学専攻では、赤十字病院をはじめ大手の病院、保健所への専門職として勤務している人が多い。

### 編入学・進学実績
- 看護学科：日本赤十字看護大学看護学部をはじめ看護系の大学。
- 地域看護学専攻：看護系の大学院ほか。

## 関連サイト
- 日本赤十字愛知短期大学[注 10]